# Фон Рихтгофен и Браун
«Фон Рихтгофен и Браун» (англ.Von Richthofen and Brown) — фильм Роджера Кормана созданный на студии The Corman company, повествующий о жизни лучшего немецкого лётчика-аса Первой мировой войны Манфреда фон Рихтгофена.

## Сюжет
История жизни и смерти лётчика-барона Манфреда фон Рихтгофена.

## В ролях
- Джон Филлип Лоу — Манфред фон Рихтгофен
- Дон Страуд — Артур Рой Браун
- Барри Праймус — Герман Геринг
- Корин Редгрейв — майор Лэно Джордж Хоукер
- Карен Эриксон — Ильза
- Херд Хэтфилд — Антон Фоккер
- Стивен МакХэтти — Вернер Фосс
- Брайан Фоли — Лотар фон Рихтгофен
- Роберт Ла Торникс — Эрнст Удет
- Питер Мастерсон — майор Освальд Бёльке
- Клинт Кимбро — майор Эрих Гёпнер
- Том Адамс — Оуэн
- Ферди Мэйн — отец Манфреда и Лотара
- Морин Кьюсак — мать Манфреда и Лотара
- Дэвид Уэстон — Мёрфи
- Джон Флэнеган — Томсон
- Брайан Стурдивант — Уилфред Мэй
- Джордж Эрмитаж — лейтенант Курт Вольф
- Гордон Филлипс — Каргонико
- Дэвид Остерхут — Хольцапфель
- Симус Форде — кайзер Вильгельм II
- Фред Джонсон — Джевелэр